# Бистрицька борозна
Бистрицька борозна (Bystrická brázda) — гірський масив в Словаччині; геоморфологічна підодиниця масиву Кисуцька Верховина.. Середні висоти — 440 метрів. Місце розташування — Жилінський край.